# Was guckst du?!
Was guckst du?! – niemiecki program rozrywkowy prowadzony przez Kaya Yanar emitowany na Sat.1.
Głównym nurtem humorystycznym programu były skecze bazujące głównie na stereotypach narodowościowych.

## Produkcja
Program „Was guckst du?” emitowany był w latach 2001–2005 na Sat 1. Od 2003 produkcje programu przejęła firma Haralda Schmidta Bonito TV-Produktionsgesellschaft mbH.

## Nagrody
- 2001: Deutscher Fernsehpreis – najlepszy program typu comedy
- 2001: Deutscher Comedypreis – najlepsze comedy-show
- 2001: Österreichischer Fernsehpreis – najlepsze comedy-show